# کردلر (کلیبر)
کردلر یکی از روستاهای استان آذربایجان شرقی است که در دهستان پیغان‌چایی بخش مرکزی شهرستان کلیبر واقع شده‌است.روستایی بکر با کوهستانهای مرتفع و چشمه های جوشان که در فصل بهار بهشت است و این روستا هر ساله پذیرای عشایر عزیز می باشد(عبدالهی-اکبر.)